# What a Girl Wants
What a Girl Wants este al doilea single al cântăreței de muzică pop Christina Aguilera. Lansat la sfarsitul anului 1999 ,single-ul a intrat cu ușurință în topul Billboard Hot 100 unde a ajuns pe locul 1 și a staționat 2 săptamani. De asemenea single-ul a fost numărul 3 în UK și numărul 6 în Australia. Single-ul What a Girl Wants a fost nominalizat la cinci secțiuni Mtv Video Awards.
Melodia apare în jocul Karaoke Revolution Presents: American Idol.

## Premii
| An   | Ceremonie              | Premiu                            | Rezultat  |
| ---- | ---------------------- | --------------------------------- | --------- |
| 2000 | Billboard Music Award  | Artista anului                    | Won       |
| 2000 | Teen Magazine Award    | Best Female Artist                | Won       |
| 2000 | MTV Video Music Awards | Best Female Video                 | Nominated |
| 2000 | MTV Video Music Awards | Best Pop Video                    | Nominated |
| 2000 | MTV Video Music Awards | Best New Artist in a Video        | Nominated |
| 2000 | MTV Video Music Awards | Viewer's Choice                   | Nominated |
| 2000 | MTV Video Music Awards | Best Choreography In A Video      | Nominated |
| 2001 | Grammy Awards          | Best Female Pop Vocal Performance | Nominated |

## Tracklist
US Promo CD 
1. What A Girl Wants [Radio Edit] 3:20
2. What A Girl Wants [Album Version] 3:52
3. What A Girl Wants [Suggested Callout Hook] 0:11

US 3-track Promo 
1. What A Girl Wants [Smooth Mix]
2. Radio Edit
3. Callout Hook

- "What a Girl Wants" [2 Track US CD single]

1. "What a Girl Wants" [Radio version] - 3:20
2. "We're a Miracle"

- What a Girl Wants [US/Germany single]

1. "What a Girl Wants [Radio version] - 3:22
2. "What a Girl Wants [Smooth Mix] - 3:30
3. "Too Beautiful For Words" - 4:11

- What a Girl Wants [Maxi-CD]

1. "What a Girl Wants" [Thunderpuss Fiesta Club Mix] - 6:16
2. "What a Girl Wants" [Thunderpuss Dirrty Club Mix] - 6:36
3. "What a Girl Wants" [Eddie Arroyo Long Dance Mix] - 8:10
4. "What a Girl Wants" [Eddie Arroyo Tempo Mix] - 4:20

US Promo Remixes
1. "What a Girl Wants" [Thunderpuss 2000 Dirty Club Mix] - 6:33
2. "What a Girl Wants" [Fiesta Club Mix] - 6:13
3. "What a Girl Wants" [Thunderpuss 2000 Dark Club Mix] - 8:49
4. "What a Girl Wants" [Eddie Arroyo Long Dance Mix] - 8:07
5. "What a Girl Wants" [Eddie Arroyo Down Tempo Killer Mix] - 4:07

UK Promo CD 
1. "What A Girl Wants" [Radio Edit] 3:20
2. "What A Girl Wants" [Smooth Mix] 3:27

UK CD 1'
1. "What a Girl Wants" [Radio version] - 3:22
2. "What a Girl Wants" [Smooth Mix] 3:30
3. "Christina Album Medley ("I Turn To You", "So Emotional", "Somebody's Somebody", "Genie in a Bottle", "Come On Over") 4:55

'UK CD 2
1. "What a Girl Wants" [Radio version] - 3:22
2. "We're a Miracle" 4:09
3. "What a Girl Wants" (video) 4:06

Japanese Promo 
1. What A Girl Wants 3:52

Germany Maxi-CD 
1. "What a Girl Wants" [Radio Edit]
2. "What a Girl Wants"  [Smooth Mix]
3. "Too Beautiful for Words"

## Topuri

### Poziția melodiei la sfârșitul anului
| Țară          | Poziție | Săptămâni în clasament |
| ------------- | ------- | ---------------------- |
| Australia     | 74      |                        |
| Franța        | 95      |                        |
| Noua Zealandă | 32      | 13                     |
| Statele Unite | 19      |                        |
| Belgia        | 8       |                        |
| Italia        | 20      |                        |

| \| Chart (2000)[6] \| Peak position \| \| ------------------------------------------- \| ------------- \| \| Australian ARIA Singles Chart \| 5 \| \| Austrian Singles Chart \| 22 \| \| Belgian Singles Chart (Flanders) \| 8 \| \| Belgian Singles Chart (Wallonia) \| 16 \| \| Canadian Singles Chart[7] \| 5 \| \| Dutch Top 40 \| 9 \| \| Dutch Singles Chart (Physical Single Sales) \| 14 \| \| Finnish Singles Chart \| 12 \| \| French Singles Chart \| 11 \| \| German Singles Chart[8] \| 18 \| \| Irish Singles Chart[9] \| 7 \| \| New Zealand RIANZ Singles Chart \| 1 \| \| Italian Singles Chart \| 20 \| \| Swiss Singles Chart \| 17 \| \| U.S. Billboard Hot 100[7] \| 1 \| \| U.S. Billboard Top 40 Mainstream[7] \| 1 \| \| UK Singles Chart[10] \| 3 \| |               |
| Chart (2000) | Peak position |
| Australian ARIA Singles Chart | 5             |
| Austrian Singles Chart | 22            |
| Belgian Singles Chart (Flanders) | 8             |
| Belgian Singles Chart (Wallonia) | 16            |
| Canadian Singles Chart | 5             |
| Dutch Top 40 | 9             |
| Dutch Singles Chart (Physical Single Sales) | 14            |
| Finnish Singles Chart | 12            |
| French Singles Chart | 11            |
| German Singles Chart | 18            |
| Irish Singles Chart | 7             |
| New Zealand RIANZ Singles Chart | 1             |
| Italian Singles Chart | 20            |
| Swiss Singles Chart | 17            |
| U.S. Billboard Hot 100 | 1             |
| U.S. Billboard Top 40 Mainstream | 1             |
| UK Singles Chart | 3             |